# チェーンコンボ
チェーンコンボは対戦型格闘ゲームをはじめとしたコンピュータゲームのシステム。

## 概要
コンピュータゲームにおけるコンボ（連続技）の一種。いくつかの攻撃ボタンをある順番に沿って押したり、一つの攻撃ボタンを連続で押したりしてコンボを発動するシステム。
「チェーンコンボ」という用語が初めて登場したのは1995年3月にアーケードゲームとして登場した『ヴァンパイアハンター』だが、1994年の『ヴァンパイア』や『X-MEN COTA』でも「目押しコンボ」と呼ばれる同様のシステムが登場している。
『ストリートファイターZERO』のZEROコンボ、『ストリートファイターIII』のターゲットコンボ、『カオスコード』の「カオスコンボ」、『BLAZBLUE』の「リボルバーアクション」、『MELTY BLOOD』の「ビートエッジ」もチェーンコンボ（あるいはチェーンコンボのよう）と言われている。

## チェーンコンボの種類
（正）6ボタンチェーン
『ヴァンパイアハンター』で導入されたチェーンコンボ。このゲームは弱P、弱K、中P、中K、強P、強Kの6つの攻撃ボタンがあるが、これを弱P→弱K→中P→中K→強P→強Kの順番に押すことで、前の攻撃をキャンセルして次の攻撃を出すことができる。これによって、通常攻撃だけで最大6種類の攻撃を連続で出すことができる。途中の攻撃を飛ばすこともでき、弱P→強Kと繋ぐと2回の攻撃で終了する。キャラクターや技によってはノックバックや隙の大きさがあるため、キャンセルしたとしても連続技にならない場合もある。後述の逆6ボタンチェーンに対し“正6ボタン”と呼ばれることもある。
逆6ボタンチェーン
『X-MEN COTA』などに存在する。上述と同じだが、PとKの優先順位が逆となっており、弱K→弱P→中K→中P→強K→強Pの順番で成立するパターン。
3ボタンチェーン
『ヴァンパイア』の目押しコンボをベースとしたチェーンコンボ。弱→中→強と3種類の攻撃を繋ぐことができる。パンチ・キックを問わないが同じ強さ同士は不可。
2ボタンチェーン
『X-MEN COTA』などに存在する。以下の2種類のパターン。
「弱→中」または「弱→強」の順に出せるパターン。上記3ボタンチェーンに似ており、同様にパンチ・キックを問わないが同じ強さ同士は不可。
強弱問わず「P→K」または「K→P」へキャンセルできるパターン。この場合は強P→弱Kや強K→弱Pといった攻撃が可能。
空中チェーンコンボ
ゲームによっては空中でもチェーンコンボを出すことができる。
この場合ゲームやキャラクターによって様々だが、上記と同じく空中（正・逆）6ボタンや空中3ボタンという流れとなる。